# Javorník (ort i Tjeckien, Mellersta Böhmen)
Javorník är en ort i Tjeckien.   Den ligger i regionen Mellersta Böhmen, i den centrala delen av landet, 60 km sydost om huvudstaden Prag. Javorník ligger 450 meter över havet och antalet invånare är 126.
Terrängen runt Javorník är huvudsakligen platt, men söderut är den kuperad. Runt Javorník är det ganska glesbefolkat, med 31 invånare per kvadratkilometer. Närmaste större samhälle är Vlašim, 9,4 km väster om Javorník. Omgivningarna runt Javorník är en mosaik av jordbruksmark och naturlig växtlighet.